# احمد علم‌الدین
احمد عبدالمجید عَلَمُ الدّین (۱۹۴۷–۲۰۰۹) ادیب انگلیسی و استاد دانشگاه فلسطینی بود. دکترای خود را از دانشگاه وست ویرجینیا در سال ۱۹۴۸ گرفت. در چندین دانشکده و دانشگاه به مدت بیست سال به تدریس پرداخت. کتابخانهٔ شخصی خود را پیش از درگذشت به کتابخانهٔ دانشگاه یرموک در اربد اهدا نمود که ۸۰۷۲ مورد را شامل می‌شد.